# 帕克斯 (內布拉斯加州)
帕克斯（英語：Parks）是位於美國內布拉斯加州丹地縣的普查規定居民點。

## 歷史
帕克斯的郵局自1904年營運至今。

## 人口
根據2020年美國人口普查的數據，帕克斯的面積為0.46平方千米，皆為陸地。當地共有人口12人，而人口密度為每平方千米26.09人。